# Liste der Biografien/Malt
Liste der Biografien |
Portal Biografien |
Personensuche
# |
A |
B |
C |
D |
E |
F |
G |
H |
I |
J |
K |
L |
M |
N |
O |
P |
Q |
R |
S |
T |
U |
V |
W |
X |
Y |
Z |
?
 
Ma |
Mb |
Mc |
Md |
Me |
Mf |
Mg |
Mh |
Mi |
Mj |
Mk |
Ml |
Mm |
Mn |
Mo |
Mp |
Mq |
Mr |
Ms |
Mt |
Mu |
Mv |
Mw |
Mx |
My |
Mz
 
Maa |
Mab |
Mac |
Mad |
Mae |
Maf |
Mag |
Mah |
Mai |
Maj |
Mak |
Mal |
Mam |
Man |
Mao |
Map |
Maq |
Mar |
Mas |
Mat |
Mau |
Mav |
Maw |
Max |
May |
Maz
 
Mala |
Malb |
Malc |
Mald |
Male |
Malf |
Malg |
Malh |
Mali |
Malj |
Malk |
Mall |
Malm |
Maln |
Malo |
Malp |
Malq |
Malr |
Mals |
Malt |
Malu |
Malv |
Malw |
Maly |
Malz
Die Liste der Biografien führt alle Personen auf, die in der deutschsprachigen Wikipedia einen Artikel haben. Dieses ist eine Teilliste mit 123 Einträgen von Personen, deren Namen mit den Buchstaben „Malt“ beginnt.

## Malt
- Malt, Gawdat al- (1935–2024), ägyptischer Ökonom

### Malta
- Malta, Alexander (1938–2016), Schweizer Opernsänger
- Malta, Diego, mexikanischer Fußballtrainer
- Malta, Joseph (1918–1999), US-amerikanischer Militärpolizist und Henker
- Malta, Verena (* 1972), deutsche Reality-TV-Teilnehmerin
- Maltais, Agnès (* 1956), kanadische Politikerin
- Maltais, Anne (* 1979), kanadische Shorttrackerin
- Maltais, Dominique (* 1980), kanadische Snowboarderin
- Maltais, Steve (* 1969), kanadischer Eishockeyspieler
- Maltais, Valérie (* 1990), kanadische Shorttrackerin und Eisschnellläuferin
- Maltaite, Willy (1927–2000), belgischer Comiczeichner

### Maltb
- Maltby, Kirk (* 1972), kanadischer Eishockeyspieler und -scout
- Maltby, Margaret (1860–1944), US-amerikanische physikalische Chemikerin und Frauenrechtlerin

### Malte
- Malte-Brun, Conrad (1775–1826), dänisch-französischer GeographConrad Malte-Brun (1775–1826)

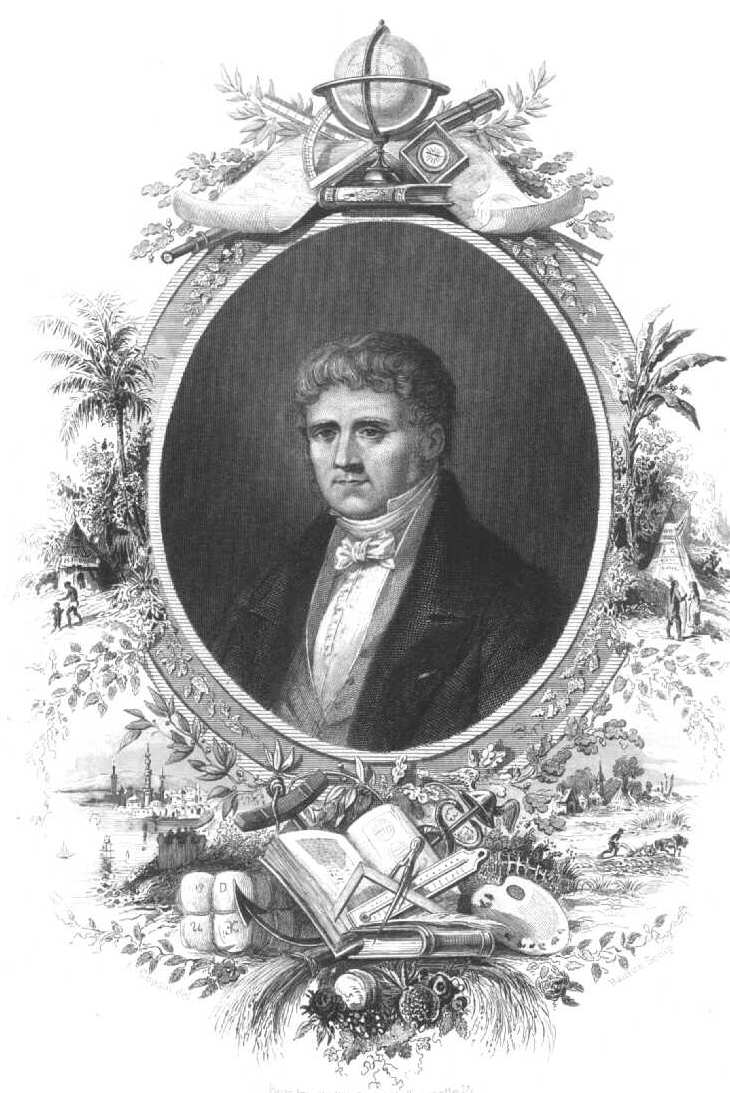
Conrad Malte-Brun (1775–1826)

- Malte-Brun, Victor-Adolphe (1816–1889), französischer Geograf und Kartograf
- Malten, Fee (1911–2005), deutsche Schauspielerin
- Malten, Jan (* 1935), tschechoslowakischer Radrennfahrer
- Malten, Julius (1860–1915), deutscher Opernsänger (Tenor) und Geiger
- Malten, Ludolf (1879–1969), deutscher Klassischer Philologe und Religionswissenschaftler
- Malten, Nils (* 1985), deutscher Schauspieler
- Malten, Therese (1853–1930), deutsche Sängerin (Sopran)
- Malter, Hermann, deutscher Fußballspieler
- Malter, Rüdiger (* 1959), deutscher Verwaltungsjurist und politischer Beamter
- Malter, Rudolf (1937–1994), deutscher Philosoph
- Malter, Wilhelm (1900–1993), deutscher Dichter fränkischer Mundart und Autor
- Malterdingen, Heinrich von, schweizerischer Bildschnitzer
- Malterer, Martin († 1386), deutscher Ritter (Freiburg im Breisgau)
- Maltese, Curzio (1959–2023), italienischer Autor, Journalist und Politiker (Sinistra Ecologia Libertà)
- Maltese, George (1931–2009), amerikanischer Mathematiker
- Maltese, Giovanni (* 1981), deutscher Religionswissenschaftler
- Maltese, Leonardo (* 1997), italienischer Schauspieler
- Maltese, Michael (1908–1981), US-amerikanischer Drehbuchautor und Storyboard-Zeichner
- Maltese, Stefano (* 1955), italienischer Jazz- und Improvisationsmusiker (Saxophone, Komposition)

### Malth
- Malthain, Johan, Hofmaler der Herzöge Wilhelm und Johann Wilhelm von Jülich-Kleve-Berg
- Malthake († 4 v. Chr.), fünfte Ehefrau Herodes des Großen
- Malthe, Natassia (* 1974), norwegische Schauspielerin und Model
- Malthe-Bruun, Kim (1923–1945), dänischer Schiffsjunge, Leichtmatrose und Widerstandskämpfer
- Malthouse, Kit (* 1966), britischer Politiker der Konservativen Partei
- Malthus, Thomas Robert (1766–1834), britischer Ökonom und BevölkerungstheoretikerThomas Robert Malthus (1766–1834)

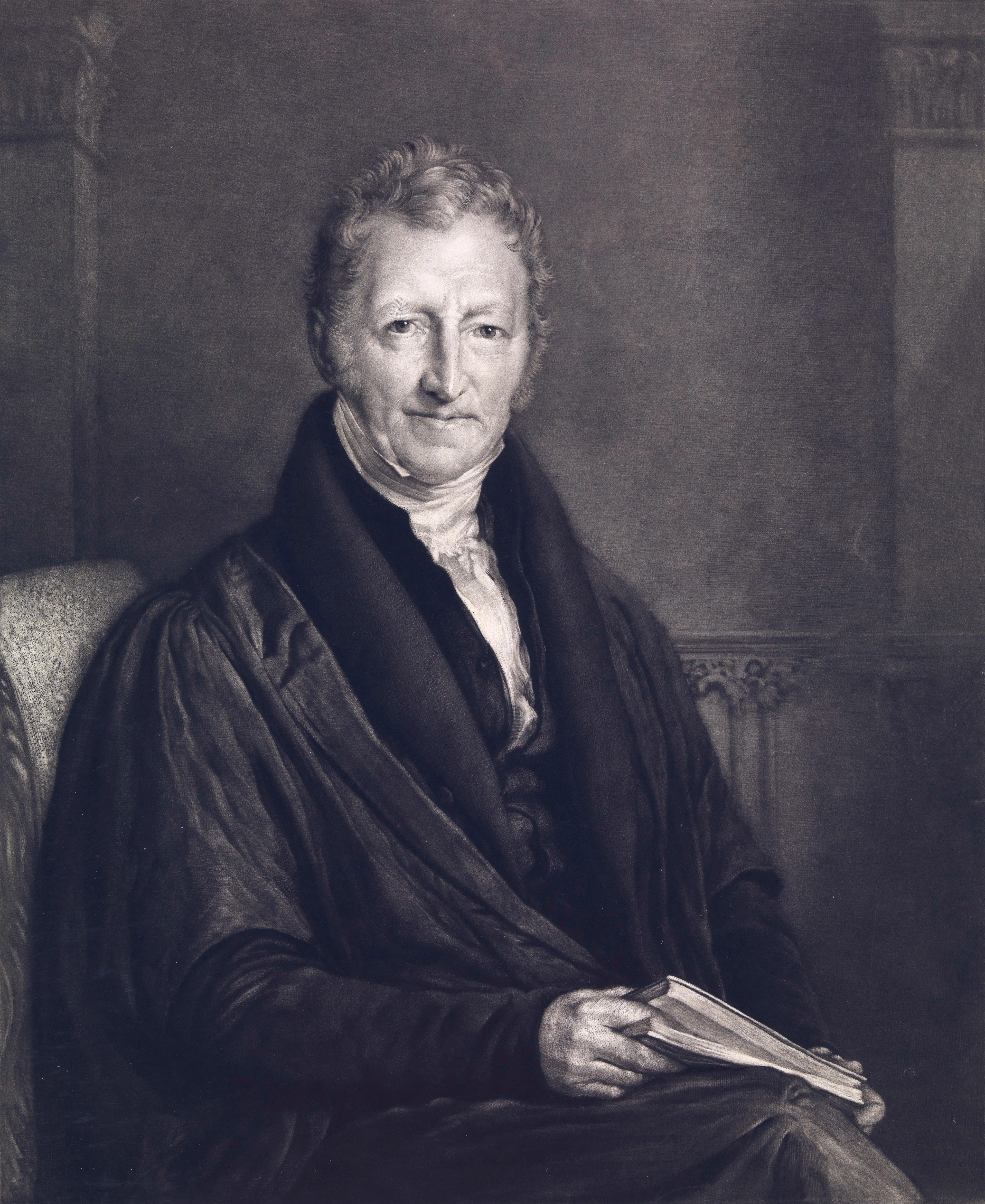
Thomas Robert Malthus (1766–1834)

### Malti
- Malti, Tina (* 1974), deutsch-palästinensische Psychotherapeutin, Entwicklungspsychologin
- Maltin, Leonard (* 1950), US-amerikanischer Filmkritiker
- Maltine, Ovo (1966–2005), deutscher Schauspieler, Polit-Tunte, Kabarett-Tunte und AIDS-Aktivist
- Maltis, Malle (* 1977), estnische Komponistin
- Maltitz, Apollonius von (1795–1870), deutscher Dichter und russischer Diplomat
- Maltitz, Elisabeth von († 1333), deutsche Adlige
- Maltitz, Gotthilf August von (1794–1837), deutscher Schriftsteller
- Maltitz, Siegmund von, sächsischer Amtshauptmann und Oberhofmarschall

### Maltm
- Maltman, Christopher (* 1970), britischer Opernsänger (Bariton)
- Maltman, Oliver (* 1976), britischer Schauspieler

### Maltn
- Maltner, Kurt (1886–1965), deutscher Maler, Grafiker und Fotograf

### Malto
- Malton, Leslie (* 1958), US-amerikanische Schauspielerin, Synchronsprecherin, Hörbuch- sowie HörspielsprecherinLeslie Malton (* 1958)

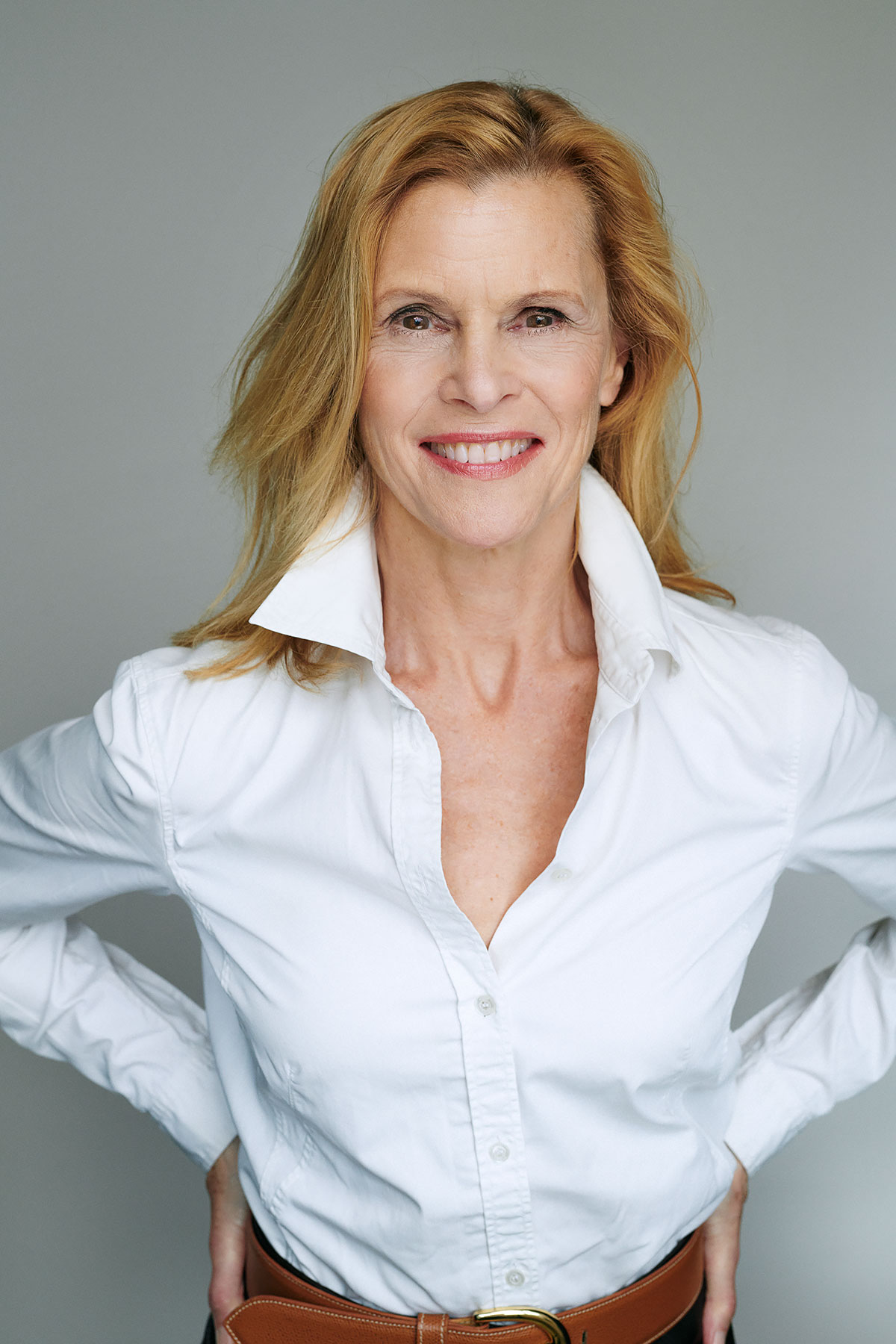
Leslie Malton (* 1958)

- Maltoni, Costante (1915–1980), italienischer Geistlicher, römisch-katholischer Erzbischof und Diplomat des Heiligen Stuhls

### Maltr
- Maltravers, Eleanor, 2. Baroness Maltravers († 1405), englische Adlige
- Maltravers, John (1266–1341), englischer Ritter
- Maltravers, John, 1. Baron Maltravers († 1364), englischer Adliger und Höfling
- Maltritz, Dominik (* 1971), deutscher Ökonom und Hochschullehrer
- Maltritz, Marcel (* 1978), deutscher Fußballspieler
- Maltry, Werner (1931–2017), deutscher Landtechniker

### Malts
- Malts, Egert (* 1986), estnischer Skispringer
- Maltschewa, Dorina (* 1973), deutsche Schauspielerin
- Maltschewa, Teodora (* 1983), bulgarische Skilangläuferin
- Maltschikowa, Polina Sergejewna (* 1986), russische Ski-Orientierungsläuferin
- Maltschugina, Galina Wjatscheslawowna (* 1962), russische Sprinterin
- Maltschuk, Petro Herkulan (1965–2016), moldauisch-ukrainischer Ordensgeistlicher und römisch-katholischer Erzbischof von Kiew-Schytomyr
- Maltsev, Kevin (* 2000), estnischer Skispringer

### Maltu
- Maltusch, Johann Gottfried (1911–1980), deutscher evangelisch-lutherischer Theologe und Landesbischof
- Maltusch, Wernfried (1926–2014), deutscher Rundfunkfunktionär

### Maltz
- Maltz, Albert (1908–1985), US-amerikanischer Drehbuchautor
- Maltz-Schwarzfischer, Gertrud (* 1960), deutsche Kommunalpolitikerin (BayernSPD) und Archäologin, Oberbürgermeisterin der Stadt Regensburg
- Maltzahn, Albrecht von (1821–1877), deutscher Rittergutsbesitzer
- Maltzahn, Andreas von (* 1961), deutscher evangelischer Landesbischof
- Maltzahn, Axel Albrecht von (1693–1781), preußischer Landrat, Erblandmarschall
- Maltzahn, Axel von (1808–1841), deutscher Verwaltungsjurist und Landrat
- Maltzahn, Axel von (1868–1931), deutscher Verwaltungsbeamter und Rittergutsbesitzer
- Maltzahn, Carl Albrecht Helmuth von (1766–1832), preußischer Kriegs- und Domänenrat, Landrat des Kreises Demmin
- Maltzahn, Christian von (1956–1997), deutscher Schwulenaktivist
- Maltzahn, Christoph von (1943–2022), deutscher Historiker
- Maltzahn, Curt von (1849–1930), deutscher Vizeadmiral
- Maltzahn, Dietrich Christoph Gustav von (1726–1775), preußischer Landrat
- Maltzahn, Elisabeth von (1868–1945), deutsche Schriftstellerin
- Maltzahn, Falk von (* 1938), deutscher Jurist und ehemaliger Richter am Bundesgerichtshof
- Maltzahn, Friedrich von (1807–1888), mecklenburgischer Gutsbesitzer und Politiker
- Maltzahn, Günther von (1910–1953), deutscher Jagdfliegeroffizier, zuletzt OberstGünther von Maltzahn (1910–1953)

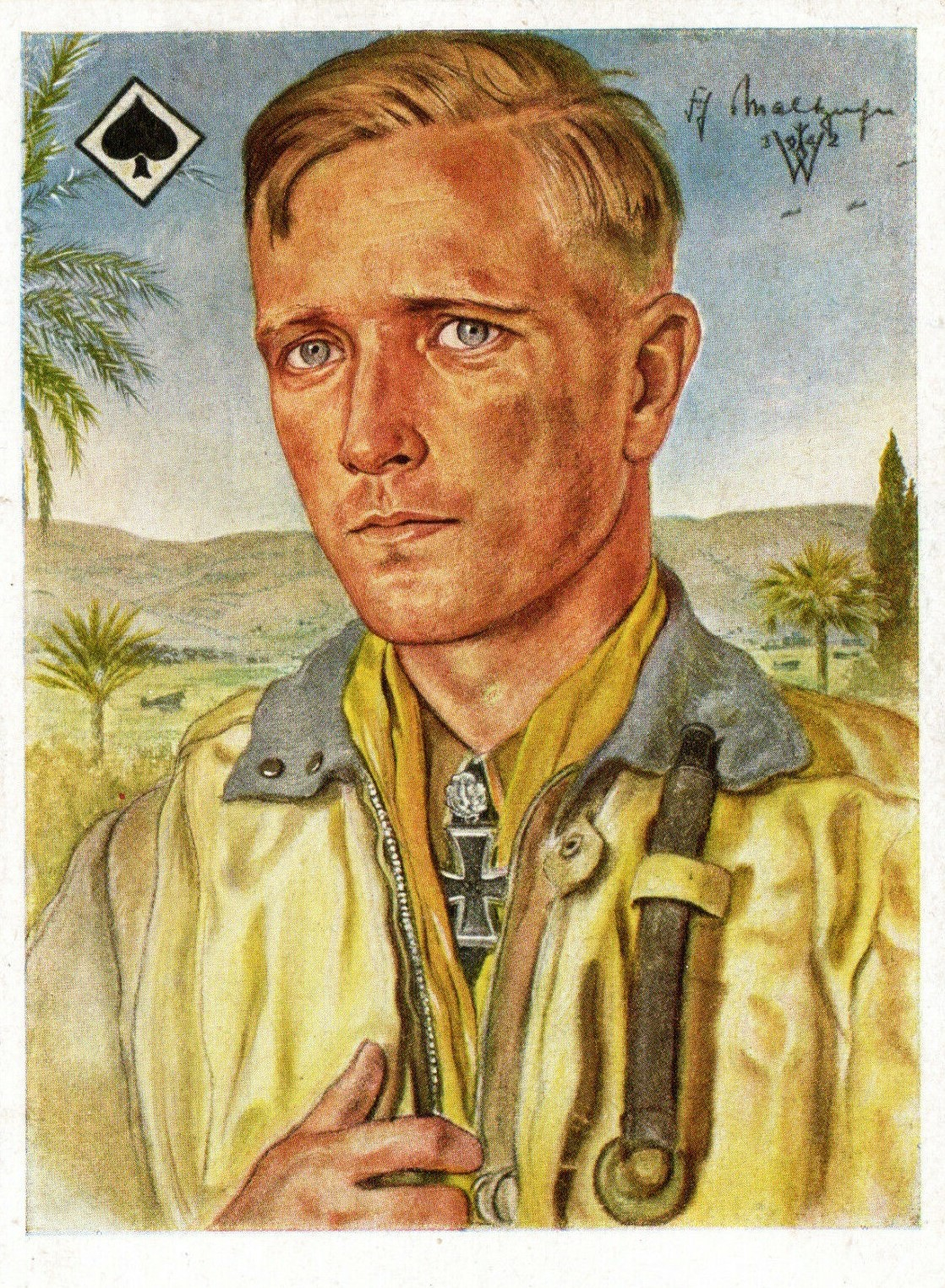
Günther von Maltzahn (1910–1953)

- Maltzahn, Gustav Robert von (1807–1882), Mitglied der Frankfurter Nationalversammlung
- Maltzahn, Hans Albrecht von (1934–2020), deutscher Polospieler, Präsident des Deutschen Poloverbandes
- Maltzahn, Hans Dietrich von (1725–1757), preußischer Gesandter in Sachsen (1750–1756)
- Maltzahn, Hans Jaspar von (1869–1929), preußischer Politiker und pommerscher Rittergutsbesitzer
- Maltzahn, Hans Ludwig von (1837–1899), deutscher Rittergutsbesitzer und Politiker, MdR
- Maltzahn, Hans-Adalbert von (1894–1934), deutscher Kulturjournalist
- Maltzahn, Hellmuth von (1900–1966), deutscher Goethe-Forscher und Museumsdirektor
- Maltzahn, Helmuth Dietrich von (1761–1826), preußischer Generalmajor
- Maltzahn, Helmuth von (1840–1923), deutscher Politiker, MdR und Oberpräsident der Provinz Pommern
- Maltzahn, Helmuth von (1870–1959), deutscher Verwaltungsjurist und Gutsbesitzer
- Maltzahn, Karl von (1797–1868), preußischer Oberlandstallmeister und Landrat des Landkreises Demmin
- Maltzahn, Katrin von (* 1964), deutsche Künstlerin
- Maltzahn, Mortimer von (1793–1843), preußischer Diplomat und Außenminister (1841–1842)
- Maltzahn, Nina von (1941–2022), US-amerikanisch-schweizerische Mäzenin
- Maltzahn, Paul Freiherr von (1945–2018), deutscher Diplomat
- Maltzahn, Ronja (* 1993), deutsche Sängerin, Songwriterin und MusikerinRonja Maltzahn (* 1993)

Ronja Maltzahn (* 1993)

- Maltzahn, Rudolf von (1794–1868), pommerscher Rittergutsbesitzer und preußischer Politiker, MdH
- Maltzahn, Rudolf von (1834–1885), deutscher Rittergutsbesitzer und Politiker, MdR
- Maltzahn, Viktor von (1823–1901), preußischer Rittergutsbesitzer und Politiker, MdH
- Maltzahn, Wendelin von (1815–1889), deutscher Literaturhistoriker
- Maltzahn-Redling, Jacqueline (* 1966), deutsche Kunsthistorikerin, Kulturmanagerin und Museumsdirektorin
- Maltzan, Adolf Georg Otto von (1877–1927), deutscher Diplomat
- Maltzan, August von (1823–1878), deutscher Politiker, MdR
- Maltzan, Bernd von († 1525), pommerscher Raubritter
- Maltzan, Bernhard von (1820–1905), deutscher Jurist und Instanzenrichter
- Maltzan, Ferdinand von (1778–1849), deutscher Rittergutsbesitzer und mecklenburgischer Erblandmarschall (Wenden)
- Maltzan, Friedrich von (1838–1914), preußischer Generalleutnant, großherzoglich mecklenburgisch-strelitzscher Oberhofmarschall
- Maltzan, Georg von (* 1953), deutscher Flottillenadmiral und Unterabteilungsleiter Operation im Marinekommando
- Maltzan, Hans Albrecht von (1754–1825), deutscher Hofbeamter, Diplomat und Regierungspräsident des Fürstentums Lübeck
- Maltzan, Heinrich von (1826–1874), Reichsfreiherr von Wartenberg und Penzlin, deutscher Schriftsteller und Orientalist
- Maltzan, Hermann von († 1322), Bischof von Schwerin
- Maltzan, Hermann von (1843–1891), deutscher Forschungsreisender und Dichter
- Maltzan, Joachim Andreas von (1707–1786), preußischer Minister und Gesandter
- Maltzan, Joachim Carl von (1733–1813), preußischer Minister und Gesandter
- Maltzan, Joachim von (1492–1556), deutscher Freiherr und kaiserlicher Feldmarschall
- Maltzan, Julius von (1812–1896), mecklenburgischer Gutsherr, Politiker und Publizist
- Maltzan, Ludolf von (1864–1942), deutscher Gutsbesitzer und Politiker, MdR
- Maltzan, Maria Gräfin von (1909–1997), deutsche Biologin, Tierärztin und Widerstandskämpferin gegen die Nationalsozialisten
- Maltzan, Vollrath von (1899–1967), deutscher Jurist, Verwaltungsbeamter und Diplomat
- Maltzan, Wilhelm von (1854–1933), deutscher Rittergutsbesitzer und Politiker, MdR